# Deutsche Poolbillard-Meisterschaft 1995 (Damen)
Die Deutsche Poolbillard-Meisterschaft 1995 war die 15. Austragung zur Ermittlung der nationalen Meistertitel der Damen in der Billardvariante Poolbillard. Es wurden die Deutschen Meister in den Disziplinen 14/1 endlos, 8-Ball, 9-Ball und 8-Ball-Pokal ermittelt. Alle Wettbewerbe wurden in Erkelenz ausgetragen.

## Medaillengewinner
| Disziplin    | Gold                               | Silber                             | Bronze                             | Bronze                         |
| ------------ | ---------------------------------- | ---------------------------------- | ---------------------------------- | ------------------------------ |
| 14/1 endlos  | Franziska Stark (PBC Oftersheim)   | Birgit Reimann (Bremen 1860)       | Ilona Bernhard (PBC Bad Kreuznach) | Sabine Kamplade (Hannover)     |
| 8-Ball       | Franziska Stark (PBC Oftersheim)   | Ilona Bernhard (PBC Bad Kreuznach) | Sylvia Buschhüter (München)        | Klara Lensing (PBC Kelze Ente) |
| 9-Ball       | Ilona Bernhard (PBC Bad Kreuznach) | Klara Lensing (PBC Kelze Ente)     | Sandra Ortner (Böblingen)          | Michaela Rank (Frankenthal)    |
| 8-Ball-Pokal | Margit Schlosser (München)         | Daniela Benz (Wiesloch)            | Ulrike Kalb (Fulda)                | Petra Hoffmann (Leverkusen)    |